# Omphisa variegata
Omphisa variegata là một loài bướm đêm trong họ Crambidae.